# Mittelvogtländisches Kuppenland
Das Mittelvogtländische Kuppenland ist eine Landschaft im Südwesten Sachsens und, zu etwas kleineren Anteilen, im Nordosten Bayerns und im Südosten Thüringens. Nach dem Handbuch der naturräumlichen Gliederung Deutschlands stellt sie eine 817 km² große naturräumliche Haupteinheit der Haupteinheitengruppe Vogtland dar.
Die innersächsische Gliederung Naturräume in Sachsen der Sächsischen Akademie der Wissenschaften zählt die Landschaft zur Über-Einheit Sächsisches Bergland und Mittelgebirge, während die innerthüringische Gliederung Die Naturräume Thüringens die kleinen thüringischen Anteile zur Einheit Ostthüringer Schiefergebirge–Vogtland zählt.
Das Kuppenland zieht sich als zentraler Teil des naturräumlichen Vogtlandes von südwestlich Werdaus in südwestliche Richtungen über Plauen bis ins Stadtgebiet von Hof. Sein Norden liegt mit dem Südosten des Landkreises Greiz in Thüringen, sein den größten Teil der Fläche einnehmender Mittelteil mit dem Osten des Vogtlandkreises in Sachsen und sein Süden mit Stadt und Landkreis Hof in Bayern.

## Lage und Grenzen
Wichtige Städte des Mittelvogtländer Kuppenlandes sind im Nordosten Greiz und Netzschkau sowie die an der östlichen Nahtstelle zum Oberen Vogtland gelegenen Reichenbach und Mylau. Der zentrale Ort ist Plauen, von wo aus sich nach Südwesten zunächst nur Dörfer, die zu Großgemeinden und Verwaltungsgemeinschaften zusammengeschlossen sind, anschließen, bis im äußersten Südwesten Hof erreicht wird.
Die Längsausdehnung des Kuppenlandes in nordöstliche Richtungen beträgt etwa 52 km bei nur 8 bis, im äußersten Südwesten, maximal 22 km Breite. Die Naturraumgrenzen zu den Ostthüringisch-Vogtländische Hochflächen im nördlichen Westen und zum Oberen Vogtland im südlichen Osten verlaufen entlang der Längsseiten eher unspektakulär.
Mitten im Stadtgebiet von Hof findet sich die Nahtstelle zwischen Frankenwald, Münchberger Hochfläche und Mittelvogtländer Kuppenland.
Durchflossen wird das Mittelvogtländer Kuppenland, je in Südost-Nordwest-Richtung, im Süden von der Saale zwischen Hof und Hirschberg, im Zentrum von der Weißen Elster bei Plauen und im Norden von den Unterläufen von deren Nebenflüssen  Trieb (nebst Talsperre Pöhl) und Göltzsch.